# Société de la cuillère de bois
La Société de la cuillère de bois (Wooden Spoon Society) est une ONG, l'œuvre de charité du rugby britannique et irlandais qui aide l'enfance défavorisée et les jeunes au Royaume-Uni et en république d'Irlande. Elle est créée en 1983 quand l'équipe d'Angleterre reçoit la cuillère de bois, récompense virtuelle décernée à l'équipe qui perd tous ses matchs lors du Tournoi des Six Nations. Cet antitrophée est une tradition britannique.
Cette association a recueilli près de quatorze millions de livres pour diverses causes humanitaires.
Aujourd'hui, l'association opère dans près de 43 régions en Angleterre, en Irlande, en Écosse et au pays de Galles et a soutenu 500 000 enfants. L'organisme met en place des projets de rugby pour aider les enfants et les jeunes à combattre la brutalité, la violence, le crime, la mal-bouffe et la discrimination.  
L'œuvre de charité bénéficie du patronage des quatre fédérations britanniques et irlandaise de rugby à XV.
La princesse Anne préside l'association.
Lawrence Dallaglio est le président honoraire de la région du Middlesex de l'association.